# Vinski podrum
Vinski podrum je podrumska prostorija u kojoj se skladišti gotovo vino i u kojoj se osigurava uvjete za dozrijevanje vina. Aktivni vinski podrumi nisu ovisni o vanjskim uvjetima, nego se preko klimatizacijskih uređaja zadržava najpovoljnija temperatura i vlažnost zraka. Budući da nisu ovisni o vanjskim uvjetima, ne moraju biti u podzemnim prostorijama, nego mogu biti i u nadzemnim sobama, tako zvanim vinskim sobama. Pasivni vinski podrumi ovisni su o vanjskim uvjetima, zbog čega su uglavnom smješteni u podzemnim prostorijama. 

## Vanjske poveznice
- Vinogradarstvo.hr, Aktualni savjeti - podrumarstvo
- Vinogradarstvo.hr, Strojevi i naprave u podrumu
- Vinogradarstvo.hr, Podrumske (vinske) posude